# Jobrotation
Jobrotation ist im Personalwesen ein Anglizismus, der allgemein bei Arbeitnehmern den Wechsel von Aufgaben oder Funktionen in Form des Rotationsprinzips beschreibt. 

## Allgemeines
Der Begriff hat seit ihrer Einführung in den deutschen Sprachraum eine begriffliche Entwicklung erfahren und wird inzwischen mit folgenden Konnotationen verwendet:
- als Funktion der Arbeitsorganisation, in der sich die Arbeitskräfte eines Arbeitssystems planmäßig oder regelmäßig an den Arbeitsplätzen abwechseln,
- ohne Gruppenbezug:
  - als Kriminalprävention: Arbeitgeber lassen Mitarbeiter nur kurze Zeit auf Stellen, die zu kriminellem Handeln verführen könnten oder können,
  - als Personalentwicklung, in der Mitarbeiter auf eine Führungsaufgabe vorbereitet werden und
- als Methode der Arbeitsmarktpolitik der Arbeitsagentur.

Jobrotation wird in Unternehmen und zunehmend auch in der öffentlichen Verwaltung eingesetzt.

## Jobrotation als Arbeitsorganisation
Die Arbeitsplatz-Rotation ist ein systematischer Arbeitsplatz- oder Aufgabenwechsel innerhalb eines Arbeitssystems. Sie wurde erstmals 1951 durch Eric Lansdown Trist und Ken Bamforth beschrieben.
Erfolgt dieser Wechsel innerhalb eines Anforderungsniveaus spricht man auch von Tätigkeitserweiterung (Jobenlargement, horizontale Umstrukturierung). Handelt es sich um Tätigkeiten in unterschiedlich hohen Anforderungsniveaus so spricht man von Arbeitsbereicherung (Jobenrichment, vertikale Umstrukturierung). Die Jobrotation stellt somit eine Arbeitsorganisation dar, welche aus den Arbeitsstrukturierungen Tätigkeitserweiterung und Arbeitsbereicherung entsteht.
In diesem Sinne wird unter Jobrotation der systematische Wechsel von Arbeitsplätzen in Wechselrhythmen von teilweise unter einer Stunde verstanden, mit dem Hauptziel einen Belastungsausgleich zu realisieren. Hierbei rotieren beispielsweise fünf Arbeiter in einem Arbeitssystem über ihre fünf Arbeitsplätze in kurzen Abständen.
Beispiel
Bei der (früheren) visuellen Kontrolle von Glühbirnen durch Mitarbeiter hatte diese Arbeit nach gut 20 Minuten nur noch Alibifunktion. Durch den so genannten Vigilanzeffekt wurden nach dieser Zeit genauso viele Glühbirnen, die eigentlich in Ordnung waren, ausgesondert (Fehler 1. Ordnung) wie fehlerhafte durchgelassen (Fehler 2. Ordnung). Konsequenz: Die Arbeit konnte sinnvollerweise nicht länger als 20 Minuten ausgeführt werden, dann musste der Mitarbeiter abgelöst werden.
Durch die Übernahme einer anderen Arbeit kann die jetzt eigentlich erforderliche Erholungszeit vermieden werden. Schon eine Rotation über nur zwei (verschiedenartige) Arbeitsplätze steigert im genannten Beispiel nicht nur die Qualität des Arbeitsergebnisses erheblich, es fördert auch die Effizienz. Für Jobrotation wird jeweils höher qualifiziertes Personal benötigt als bei der ursprünglichen Einzelarbeit. Es macht in kurzzyklischen Rotationssystemen die Arbeit für den Mitarbeiter erträglicher, oft auch interessanter (beachte: Arbeitsorientierung) und kann die Identifikation mit Arbeitsinhalten und -zielen steigern, zieht jedoch oft aber auch eine Erhöhung des Entgeltes nach sich.

## Jobrotation ohne Gruppenbezug
Später bezeichnete man mit Jobrotation auch den systematischen Wechsel mit etwa monatelangem Rhythmus sogar über Arbeitsplätze anderer Abteilungen oder Werke hinweg mit unterschiedlichen Zielen. Hierbei spricht man auch dann von „Rotation“, wenn der freiwerdende Arbeitsplatz nicht von einem anderen Mitarbeiter, der ebenfalls „rotiert“ eingenommen wird. Die Rotation findet also lediglich aus Sicht des einzelnen Mitarbeiters statt, der die Aussicht hat, nach mehreren Wechseln schließlich wieder den alten Arbeitsplatz einzunehmen. Das Ziel ist in der Regel, den Mitarbeiter über alle Tätigkeiten eines Bereiches umfassend zu orientieren, damit er beispielsweise die Führung dieses Bereiches übernehmen kann. In diesem Sinne ist Jobrotation auch wesentlicher Bestandteil von Traineeprogrammen.
Ein anderer Grund kann Kriminalprävention sein:
- So wird im Einkauf damit einem zu persönlichen Kontakt zu den Lieferanten vorgebeugt und so das Risiko von Korruption verringert.
- Bei der Quittierung von Wareneingängen beispielsweise und der Freigabe von Zahlungen vermindert man die Wahrscheinlichkeit von Netzwerken, die gegebenenfalls Sicherheitsmängel in den Benutzerrollen und Workflows ausnutzen.

## Jobrotation als Methode der Arbeitsmarktpolitik
Jobrotation ist auch eine in Dänemark entwickelte Methode der Arbeitsmarktpolitik. Ziel ist die Förderung der Weiterbildung in Betrieben – vor allem in denen mit weniger als 250 Angestellten (sogenannte kleine und mittlere Betriebe: KMU).
Möchte ein Betrieb sein eigenes Personal weiterbilden, erhält er für die Zeit der Weiterbildung einen Stellvertreter. Dieser kommt aus dem Personenkreis der Arbeitslosen. Der Stellvertreter wird vor der eigentlichen Vertretung auf die konkrete Arbeitsstelle eingearbeitet. Erst wenn dies erfolgreich abgeschlossen ist, kann der betriebliche Mitarbeiter in die Weiterbildung gehen.
Endet die betriebliche Weiterbildung, scheidet der Stellvertreter wieder aus. Sehr häufig erwirbt sich das Unternehmen durch die Weiterbildung neue betriebliche Kompetenzen, so dass der weitergebildete Mitarbeiter eine neue Funktion erhält. In diesem Fall sind die Chancen sehr groß, dass der Stellvertreter einen festen Arbeitsplatz erhält, da er in der Zeit der Vertretung unter realistischen Bedingungen zeigen konnte, ob er in der Lage ist die geforderte Leistung zu erbringen.
Bezüglich der Leistungsüberprüfung ist Jobrotation erheblich realitätsnaher als jedes betriebliche Praktikum, in dem oft keine echte Leistungsüberprüfung erfolgt. Durch die Weiterbildung steigert der Betrieb in aller Regel auch seine Wettbewerbsfähigkeit und sichert so auch die bisher bestehenden Arbeitsplätze.
Jobrotation wurde seit 1996 in verschiedenen Mitgliedsländern der Europäischen Union erprobt. In Deutschland wurde sie im Jahr 2002 in das Arbeitsförderungsgesetz (Sozialgesetzbuch III) aufgenommen. Die Anwendung der Jobrotation durch die Bundesagentur für Arbeit erfolgt allerdings sehr zögerlich.
In Deutschland wird Jobrotation durch den Bundesverband Jobrotation mit Sitz in Berlin vertreten.